# پاریس هرونی
پاریس مائیسی هرونی (ارمنی: Պարիս Միսակի Հերունի؛ زاده ۱۷ دسامبر ۱۹۳۳ - درگذشته ۵ دسامبر ۲۰۰۸) یک فیزیک‌دان اهل ارمنستان بود. وی همچنین برنده جایزه دولتی ارمنستان شوروی شد. 
وی عضو فرهنگستان ملی علوم ارمنستان بود.
- نشان پرچم سرخ کار
- جایزه دولتی اتحاد شوروی
- جایزه دولتی ارمنستان شوروی
- نشان پرچم سرخ کار

## نگارخانه

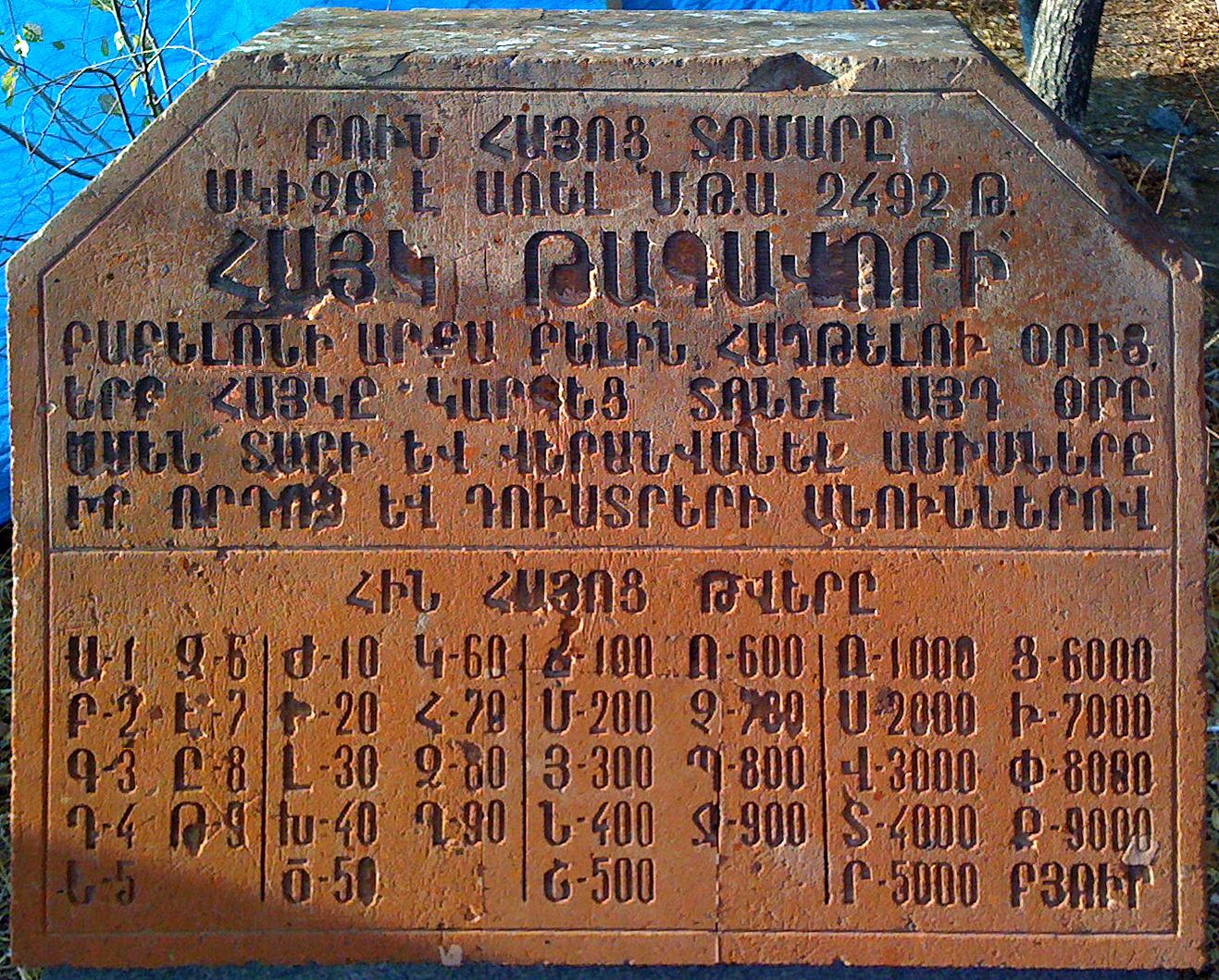
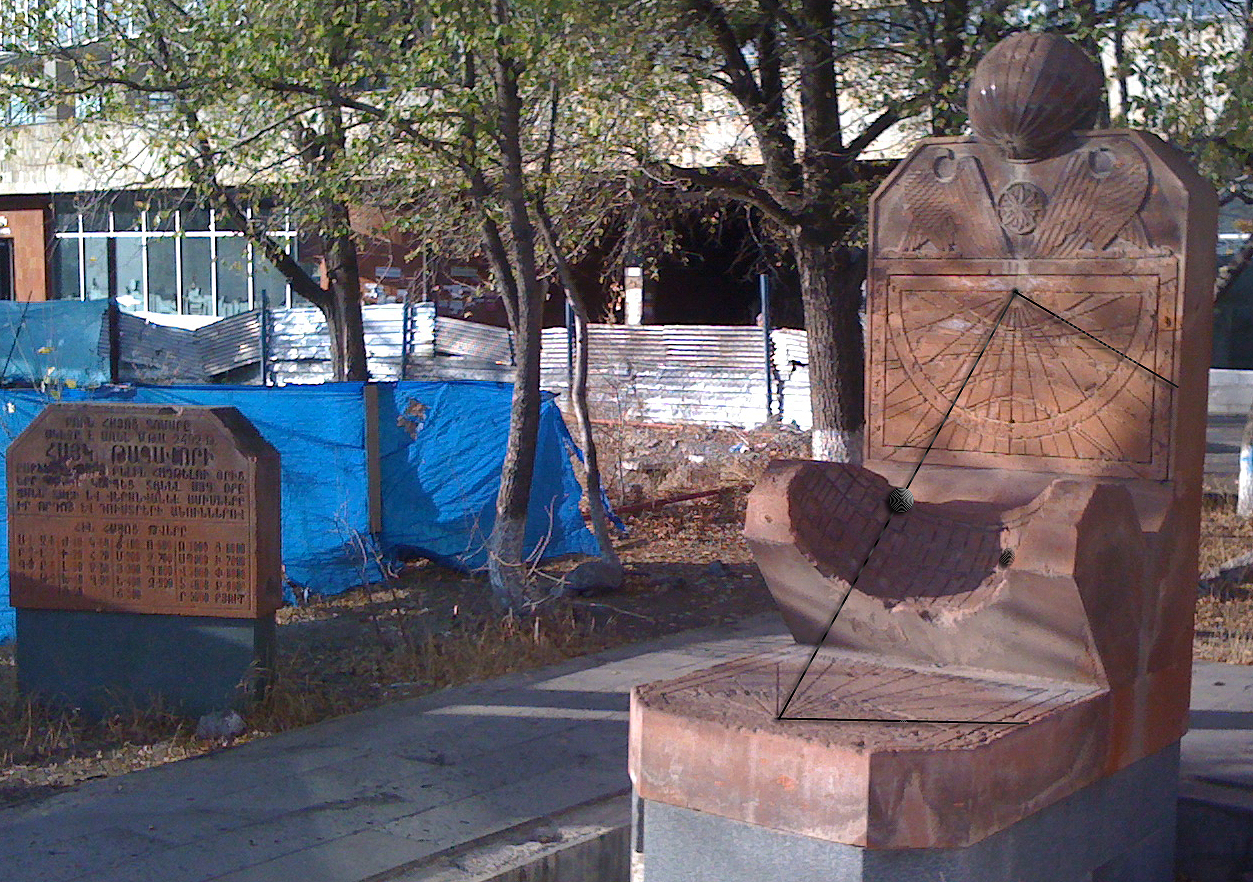